# Яхья Петра
Султан Яхья Петра (Ал-Мархум Султан Яхья Петра ибни Ал-Мархум Султан Сир Ибрахим Петра) (10 декабря 1917 — 29 марта 1979) — малайзийский государственный деятель, султан малайзийского штата Келантан (9 июля 1960 — 29 марта 1979), 6-й верховный правитель (Янг ди-Пертуан Агонг) Малайзии (21 сентября 1975 — 29 марта 1979).

## Ранняя карьера
Родился в 1917 году под именем Тенгку Яхья Петра в Истана Балаи Бесаре в Кота-Бару (столица Келантана). Он был вторым сыном келантанского султана Ибрагима (1897—1960, правил в 1944—1960 годах).
Молодой Тенгку Яхья Петра вырос при дворе его бездетного дяди, Тенгку Исмаила, позже Султана Исмаила ибн Султана Мухаммада Ал-Мархума IV. Вначале учился в школе в Пенанге, затем был отправлен продолжать образование в Англии. Его дядя, Султан Исмаил, назначил его Тенгку Теменггонгом 21 июля 1939 года. Позже он был повышен до титула Тенгку Бендахара 6 февраля 1945 года его отцом, будущим Султаном Ибрагимом. В 1941—1948 годах он служил на различных должностях в Келантане.

## Спор на престол Келантана
Тенгку Индра Петра был старшим сыном Султана Ибрагима и старшим братом Тенгку Яхьи Петра. После того, как Султан Ибрагим сменил своего бездетного брата Султана Исмаила в 1944 году, Тенгку Индра Петра был назначен наследником трона с титулом Раджа Муда (25 октября 1944 года). Однако из-за конфликта со своим отцом, он был освобожден от должности и отстранен от наследования трона по указу своего отца 1 февраля 1948 года. В тот же самый день, Тенгку Яхья Петра заменил своего брата в качестве наследника с новым титулом Тенгку Махота.
Тенгку Индра Петра стал политиком и был избран депутатом парламента на первых федеральных законодательных выборах в 1955 году. Потомки Тенгку Индры с тех пор оспаривают исключение их семьи от наследования престола султаната Келантан.

## Правление
Султан Яхья Петра стал преемником своего отца на следующий день после смерти последнего 9 июля 1960 года. Он был коронован 17 июля 1961 года в Истана Балаи Бесар в Кота-Бару.
С 21 сентября 1970 по 20 сентября 1975 года Султан Яхья Петра занимал должность заместителя верховного правителя (Янг ди-Пертуан Агонга) Малайзии Абдула Халима Муадзима Шаха.
Во время выборов 6-го Янг ди-Пертуан Агонга (верховного правителя Малайзии), самые старшие правители, Султан Паханга Абу Бакар и султан Джохора Исмаил отказались от рассмотрения своих кандидатур. Султан Яхья Петра на первых порах также отказывался претендовать на должность, но передумал и был избран верховным правителем. Его срок начался с 21 сентября 1975 года.

## Смерть и похороны
Султан Яхья Петра умер во сне от сердечного приступа во дворце Истана Негара 29 марта 1979 года. Его гроб находился в Истана Негара в течение дня, а затем был доставлен самолетом в Кота-Бару (столицу Калантана), где он был похоронен в королевском мавзолее Ланггар.

## Семейная жизнь
Султан Яхья Петра был женат на Тенгку Зайнаб бинти Тенгку Сри Утама Раджа Тенгку Мухаммад Петра (7 августа 1917 — 10 января 1993), от брака с которой у него были два сына и пять дочерей:
- Исмаил Петра (род. 11 ноября 1949), наследный принц (1960—1979), султан Келантана (1979—2010)
- Мухаммад Петра (род. 1966)
- Merjan
- Rozan
- Salwani
- Rohani
- Minasrul